# 葛蓓莉亞

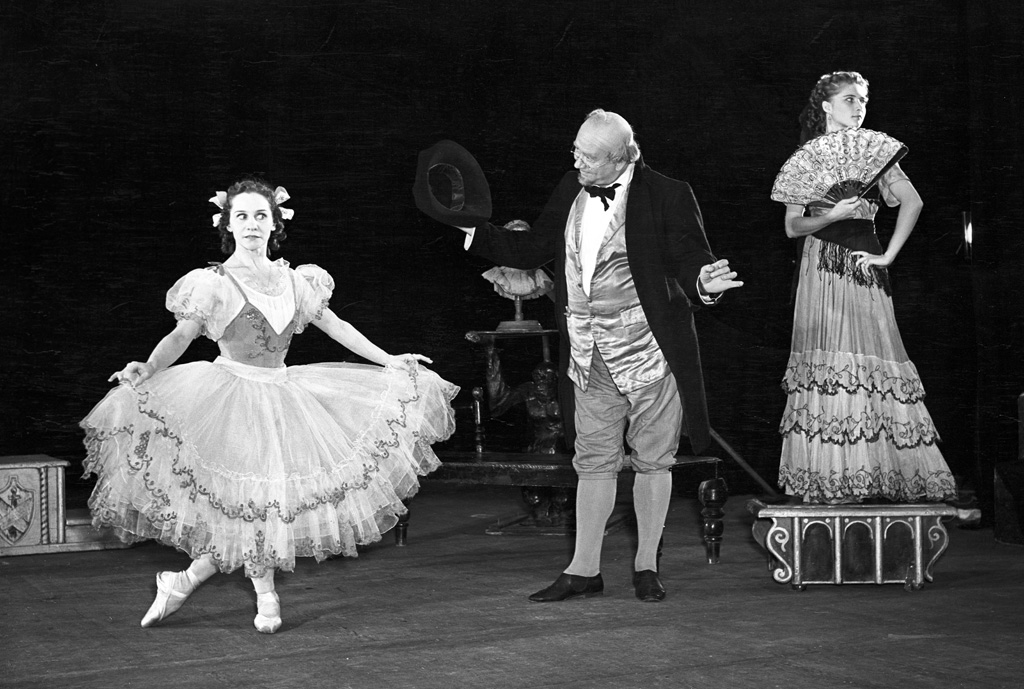
奧爾加·萊佩辛斯卡婭（芭蕾舞者）（左）扮演主角史旺希爾妲，A. Radunsky（中）扮演葛蓓留斯。 1957年在莫斯科大劇院演出。

《葛蓓莉亞》（又譯：柯佩莉亞、柯貝莉亞、柯碧莉亞）（副標題： La Fille aux Yeux d'Émail （琺琅眼睛的女孩））被譽為三大法國芭蕾舞劇之一，是一部1870年的喜劇芭蕾舞。

## 概要

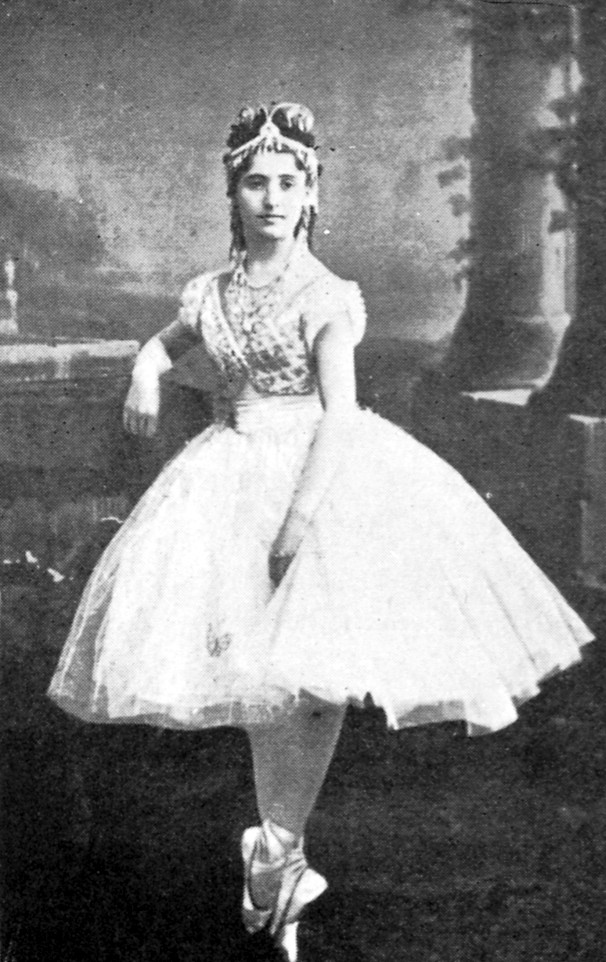
朱塞佩娜·博扎姬(Giuseppina Bozzacchi)首次扮演史旺希爾妲(Swanhilda)（1870年）

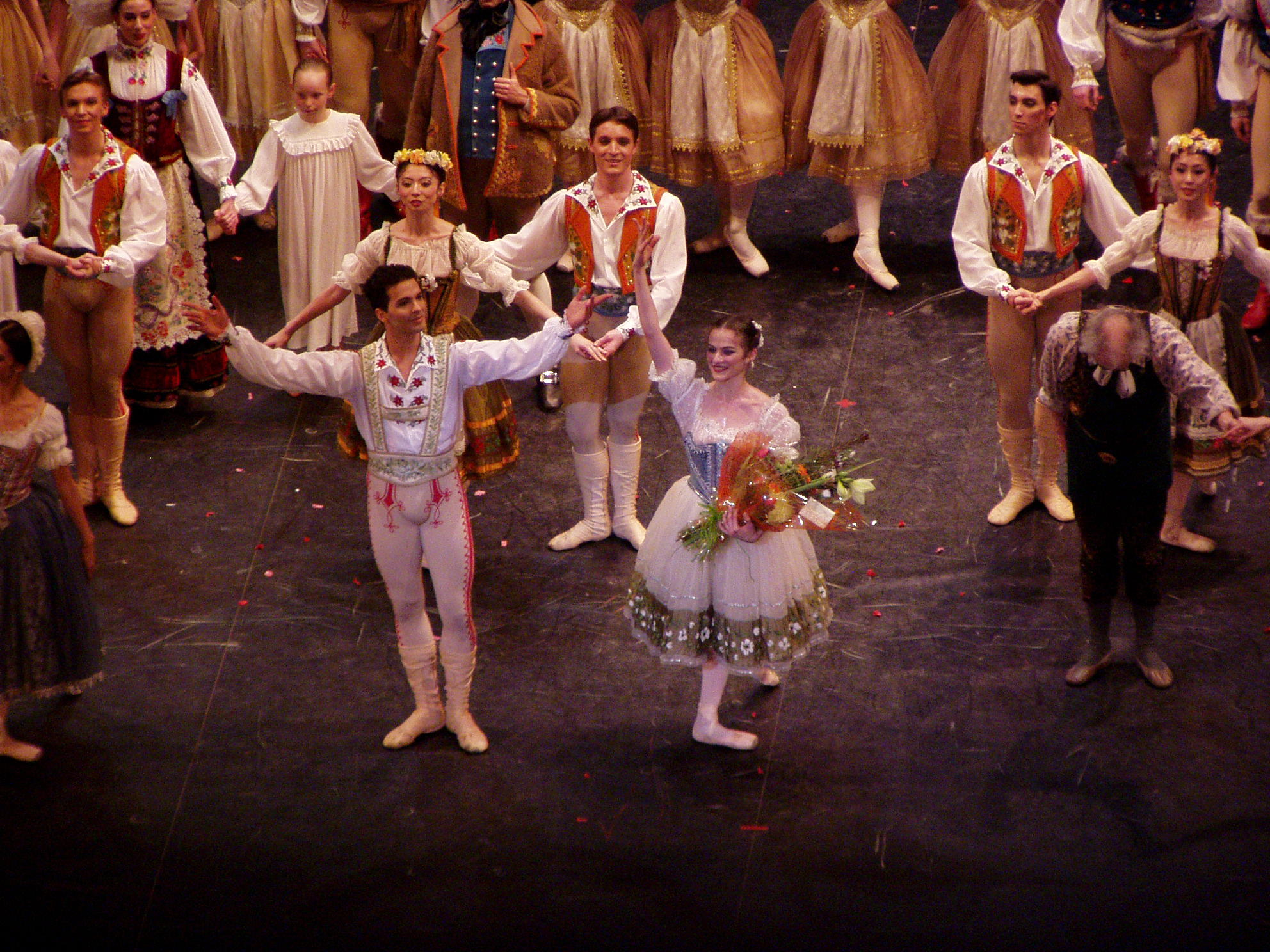
弗朗茨（左）與史旺希爾妲（右）

初演角色為16歲的朱塞佩娜·博扎姬(Giuseppina Bozzacchi) 飾演主角史旺希爾妲(Swanhilda)，芭蕾舞演員尤金妮·菲奥克雷(Eugénie Fiocre)飾演演員弗朗茨 (Frantz en travesti) 。
該劇於1870年5月25日在巴黎歌劇院首演。劇本的靈感來自E·T·A·霍夫曼的短篇小說《睡魔》，由聖萊昂（Arthur Saint-Léon）編排、萊奥·德利布的音樂、劇本由查爾斯·尼泰（Charles-Louis-Étienne Nuitter）創作。《睡魔》是個強調男人愛上人偶的瘋狂故事，而《葛蓓莉亞》則抑制了這種瘋狂，被重構為一部歡快而明亮的喜劇。
該芭蕾舞劇最初被普法戰爭和巴黎圍城戰所打斷（這也導致了朱塞佩娜·博扎姬（Giuseppina Bozzacchi）在她17歲生日時英年早逝），但最終它成為了巴黎歌劇院芭蕾舞團（Paris Opera Ballet）上演最多的芭蕾舞劇。
現代作品傳統上源自19世纪末馬里於斯·珀蒂帕 (Marius Petipa)為聖彼得堡帝國芭蕾舞團（Imperial Ballet）上演的復興劇目。20世纪之交，珀蒂帕的編舞以斯捷潘諾夫編舞記譜法（Stepanov method of choreographic notation）紀錄下來。這些後來被維克威爾斯芭蕾舞團（今天的皇家芭蕾舞團的前身）等公司用來上演聖彼得堡版本。
劇名《葛蓓莉亞》雖然是人偶葛蓓莉亞和葛蓓留斯博士在芭蕾舞劇中扮演重要角色，但主角是史旺希爾妲和弗朗茲。

## 登場人物
- 史旺希爾妲（Swanhilda）：鄉村女孩，弗朗茲的情人
- 弗朗茨（Frantz en travesti）：鄉村男孩，愛上了葛蓓莉亞，卻不知道她是個人偶
- 葛蓓留斯博士（Dr. Coppélius）：創造葛蓓莉亞的博士（此角色職業設定有人偶師、魔法師或醫生）
- 葛蓓莉亞（Coppélia）：葛蓓留斯博士創造的人偶
- 友人們：史旺希爾妲的朋友們與史旺希爾妲一起潛入葛蓓留斯宅邸，並與史旺希爾妲一起在各個場景中表演。

## 概要

### 第1幕
地點是波蘭的一個鄉村。
可愛的少女史旺希爾妲（Swandila）和鄉村青年弗朗茨（Franz）是一對情侶並計劃在節日期間結婚，但弗朗茲被葛蓓留斯博士（Dr. Coppélius）家陽台上的一個美麗少女葛蓓莉亞（Coppélia）所吸引。正當大家都以為史旺希爾妲和弗朗茨會在眾人的祝福下訂婚的時候，弗朗茨竟仍在向那露台上的少女求愛，這令史旺希爾妲非常生氣。
後來，葛蓓留斯博士經過並不小心落下了他家的鑰匙。史旺希爾妲和她的朋友拾到了鑰匙，並決定要到葛蓓留斯博士家去探險和找出那個陽台上的少女的身份。葛蓓留斯博士回到家門前發現家門大開，他立刻進去搜尋那些入侵者。幕終時弗朗茨拿來一把梯子，準備爬上陽台去看那少女。

### 第2幕
葛蓓留斯的家。
史旺希爾妲與她的朋友們發現自己身處一個擠滿了人的大房間裡。然而，裡面的人卻沒有動。女孩們發現這些不是人，而是真人大小的機械娃娃。他們很快給它們上發條並觀察它們移動。史旺希爾妲還在窗簾後面找到了葛蓓莉亞，並發現她也是一個洋娃娃。
葛蓓留斯博士回家尋找女孩們。他對她們感到憤怒，不僅因為他們擅自闖入，還因為她們打擾到他的工作室。他把她們趕了出去，開始收拾殘局。然而，當葛蓓留斯博士注意到弗朗茨在窗邊時，他邀請他進來。發明家想要賦予葛蓓莉亞生命，但要做到這一點，他需要活人犧牲，他想用魔法將弗朗茨的靈魂轉移到葛蓓莉亞身上。葛蓓留斯博士給了弗朗茨一些摻有安眠藥的酒後，弗朗茨開始睡著了。然後發明家準備好他的咒語。
然而，葛蓓留斯博士並沒有驅逐所有女孩，史旺希爾妲仍然在那裡，隱藏在窗簾後面。她穿上葛蓓莉亞的衣服，假裝娃娃已經活了過來。她叫醒了弗朗茨，然後給所有機械娃娃上緊發條以幫助他們逃脫。當葛蓓留斯博士在窗簾後面發現毫無生氣的葛蓓莉亞時，他感到困惑，然後感到悲傷。

### 第3幕
鄉村祭典之日
史旺希爾妲和弗朗茨正要宣誓結婚，憤怒的葛蓓留斯博士出現並要求賠償。史旺希爾妲對造成如此大的麻煩感到沮喪，她向葛蓓留斯博士提供了嫁妝，以換取他的寬恕。然而，弗朗茨告訴史旺希爾妲保留她的嫁妝，並提出支付給葛蓓留斯博士。這時，市長介入並給了葛蓓留斯博士一袋錢，這安撫了他。史旺希爾妲和弗朗茨結婚了，整個小鎮都跳舞慶祝。
盛宴開始，舞蹈隨著「時間」、「黎明」、「祈禱」、「工作」、「婚姻」、「戰鬥」和「和平」，最後是所有登場人物一起跳探戈舞作結。
根據演出的不同，葛蓓莉亞最終變成了真正的人，就像伯明翰皇家芭蕾舞團表演的彼得·賴特（Peter Wright）的版本一樣，或者在派對的喧鬧中，葛蓓莉亞獨自站在發呆中，就像羅蘭·佩蒂特（Roland Petit）的版本一樣。

## 樂曲

### 第1幕
1. Prélude et Mazurka 前奏曲和瑪祖卡舞曲
2. Valse et jalousie 圓舞曲與嫉妒
3. Scène (Swanilda et Frantz) 情景（史旺希爾妲與弗朗茲）
4. Mazurka 瑪祖卡舞曲
5. Scène (Préparatifs de fête) 情景（準備慶典）
6. Ballade de l'épi 麥穗敍事曲
7. Thème slave varié 斯拉夫民歌主題變奏曲
8. Csárdás (Danse hongroise) 查爾達斯舞曲
9. Bis 退場
10. Final 終曲

### 第2幕
1. Entr'acte - Intermezzo 間奏曲
2. Scène (L'atelier de Coppélius) 情景（葛蓓留斯的工場）
3. Scène 情景
4. Musique des automates 自動人偶的音樂
5. Scène 情景
6. Scène 情景
7. Chanson à boire - Scène 酒歌與情景
8. Scène 情景
9. Valse de la poupée 與玩偶的圓舞曲
10. Scène 情景
11. Boléro: Danse espagnol 波麗露：西班牙舞曲
12. Gigue: Danse écossaise 吉格：蘇格蘭舞曲
13. Scène finale 終曲

### 第3幕
1. Marche de la cloche 鐘的進行曲
2. La Fête de la cloche 鐘的慶典
  1. Valse des heures 時辰舞
  2. Variation: "L'aurore" 變奏曲：黎明
  3. Variation: "La prière" 變奏曲：祈禱
  4. "Le travail—La fileuse" 工作舞—紡紗的婦女
  5. "L'hymen—Noce villageoise"婚禮舞—鄉村的婚禮
  6. "La discorde et la guerre"戰爭舞
  7. "La paix" 和平舞
  8. "Danse de fête" 祭祀舞（史旺希達的變奏曲）
【插入曲】弗朗茨的變奏曲[2]
  9. "Galop final" 嘉洛舞終曲

※ 歌曲名稱因翻譯而異。

## 流行文化
葛蓓莉亞出現在丹麥電影《芭蕾舞女演員》（Ballerina）中，該片於 1966 年在美國華特迪士尼公司的《色彩繽紛世界》（Wonderful World of Color）中分兩部分放映，隨後又在歐洲上映。舞蹈家克里斯汀·西蒙納 (Kirsten Simone)擔任主角。一個版本包含在滑稽劇《醒與夢》（Wake Up and Dream）中。
《葛蓓莉亞的棺材》（コッペリアの柩，“Ｃopperia no Hitsugi”）由日本雙人組合ALI PROJECT（寶野亞莉華和片倉三起也）演唱，是日本動漫《Noir》的介紹曲，講述了兩個殺手的故事。《葛蓓莉亞的棺材》多次提及葛蓓莉亞的故事，例如“人們厭倦了跳舞的娃娃”（人は踊り疲れた人形）。
《核爆末世錄》漫畫（2008-2016）和動畫（2013）系列以跳舞娃娃命名。
動畫系列《彩夢芭蕾》 （2002-2003）的第二季，從第 15 集開始，多次提到了葛蓓莉亞 。其中一位主角開始嘗試獲得一顆“純潔的心”作為複活怪物烏鴉的犧牲品。芭蕾公主千千這個角色阻止了這一點，提醒潛在的犧牲品，他們真的不想放棄自己的心，在一個例子中，史旺希爾達雖然假裝是一個洋娃娃，但她希望能夠像洋娃娃一樣笑和哭。一個真正的人類和她的未婚夫。
1968年12月25日在美國上映的電影《葛蓓留斯博士的奇幻世界》（El fantástico mundo del doctor Coppelius），名為《葛蓓留斯博士》（Dr. Coppelius）。這部西班牙作品由巴塞羅那利塞烏大劇院的芭蕾舞團和管弦樂團合作製作，沃爾特·斯萊扎克(Walter Slezak)飾演葛蓓留斯博士(Dr. Coppelius)，克勞迪婭·科黛( Claudia Corday)飾演栩栩如生的娃娃角色“史旺希爾妲(Swanhilda) / 葛蓓莉亞(Coppelia)”。
著名芭蕾舞電影《紅舞鞋》（The Red Shoes）中的一個場景是莫伊拉·希勒（Moira Shearer）扮演虛構的維多利亞·佩吉。維姬在假扮葛蓓莉亞的場景中被視為史旺希爾妲，甚至愚弄了葛蓓留斯博士。
英國作家亞當·索普（Adam Thorpe，1956）的小說《No Telling》（London：Vintage，2004）講述了芭蕾舞劇《葛蓓莉亞》和朱塞佩娜·博扎姬的悲慘命運。
《星際爭霸戰：畢凱》第一季最後一集“世外桃源，上”和“世外桃源，下”以一顆名為柯貝留斯的行星為主角，這是一群高度進化的合成生命形式的收養家園，這些生命形式類似於栩栩如生的生命形式用葛蓓莉亞(Coppélia)塑造的娃娃。
家庭故事片《葛蓓莉亞》（Coppelia）於2021 年上映。該片由傑夫·都鐸(Jeff Tudor)、史蒂文·德博伊爾(Steven De Beul) 和本·泰瑟(Ben Tesseur) 執導和編劇，將真人舞蹈與動畫融為一體。它的靈感來自泰德·布蘭森 (Ted Brandsen) 2008 年為荷蘭國立芭蕾舞學院創作的作品，該作品將葛蓓留斯博士從玩具製造商變為整容外科醫生。該電影在2021年安錫國際動畫影展首映，並獲得第40屆劍橋電影節（Cambridge Film Festival）最佳小說片金獎。
遊戲《原神》4.0更新引入了兩個名為科培琉司和歌裴莉婭的NPC，以兩個跳舞的發條機關自動人形的形式出現。

## 腳注
1. ↑  在巴黎歌劇院，弗朗茲一直由女舞者扮演，直到1958年修訂。
2. ↑  萊奧·德利布創作的芭蕾舞劇《泉》（La Source）中的《前奏曲》。

## 相關項目
- 阿瓦隆之鑰（アヴァロンの鍵） - 一款以本作品為基礎的街機遊戲，其中包含同名角色。。
- 復活邪神2 - 同名的人偶登場。
- Wonderland Wars - 一款街機遊戲，其中也包含以本作品為基礎的同名角色。
- 葛蓓莉亞(小惑星) - 本作にちなみ命名された小惑星
- ファンタスティック・オーケストラ - 該節目與名古屋愛樂樂團合作播出一年，以紀念中京電視台成立15週年。《瑪祖卡》被用作片頭曲。

## 外部連結
- 葛蓓莉亞：国际乐谱典藏计划上的乐谱